# Étouffée

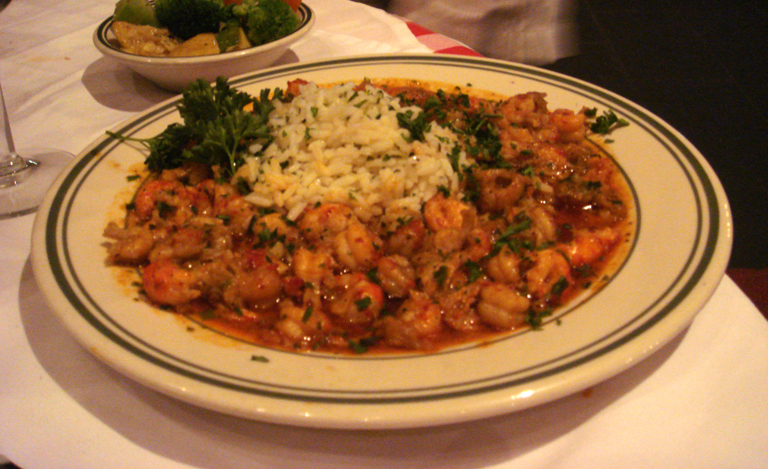
Un étouffée servido en un restaurante cajún en Nueva Orleans.

El étouffée o etouffee es una especialidad de la gastronomía criolla de Luisiana elaborado con marisco.